# 绍水镇
绍水镇，是中华人民共和国广西壮族自治区桂林市全州县下辖的一个乡镇级行政单位。

## 行政区划
绍水镇下辖以下地区：
市场社区、二美村、下柳村、洛口村、沿河村、霖源村、柳甲村、绍兰村、秀石村、高田村、福必村、塘口村、三友村、松川村、大渭洞村、桐油村、妙山村和大惠村。